# Beside Yourself
Beside Yourself es un álbum de la banda de rock australiana The Church, publicado el 4 de octubre de 2004 a través del sello discográfico independiente Cooking Vinyl. El material fue una colección limitada a 500 copias con lados B, rarezas y canciones no publicadas de las sesiones por Forget Yourself.
Con la publicación del álbum, se embarcaron en una gira promocional por su natal Australia, para coincidir con el aniversario por sus 25 años de carrera.

## Lista de canciones
Todas las canciones escritas y compuestas por Kilbey/Koppes/Powles/Willson-Piper. 
| N.º   | Título                   | Duración |  |
| 1.    | «Jazz»                   | 4:57     |  |
| 2.    | «Hitspacebar»            | 3:03     |  |
| 3.    | «Crash/Ride»             | 5:29     |  |
| 4.    | «Moodertronic»           | 4:17     |  |
| 5.    | «Tel Aviv»               | 3:03     |  |
| 6.    | «Nervous Breakthrough»   | 4:17     |  |
| 7.    | «The Illusion Mysteries» | 4:40     |  |
| 8.    | «Cantilever»             | 9:43     |  |
| 9.    | «Serpent Easy»           | 14:46    |  |
| 54:34 |                          |          |  |

## Personal
Adaptados de las notas internas.
| The Church - Marty Willson-Piper – Guitarras, teclado, voces de apoyo. - Peter Koppes – Guitarras, bajo, teclado, voces de apoyo. - Steve Kilbey – Voz principal, bajo, arte de carátula. - Tim Powles – Batería, percusión, voces de apoyo, producción. | Apoyo - Nic Hard – Coproducción, ingeniería. - Elissa Battiste – Diseño. - Kevin Lane Keller – Productor ejecutivo. |